# Harveys Lake
Harveys Lake és una població dels Estats Units a l'estat de Pennsilvània. Segons el cens del 2000 tenia 2.888 habitants.

## Demografia
Segons el cens del 2000, Harveys Lake tenia 2.888 habitants, 1.185 habitatges, i 791 famílies. La densitat de població era de 208,4 habitants per quilòmetre quadrat.
Dels 1.185 habitatges en un 29,6% hi vivien nens de menys de 18 anys, en un 53,8% hi vivien parelles casades, en un 8,7% dones solteres, i en un 33,2% no eren unitats familiars. En el 27,7% dels habitatges hi vivien persones soles el 8,6% de les quals corresponia a persones de 65 anys o més que vivien soles. El nombre mitjà de persones vivint en cada habitatge era de 2,44 i el nombre mitjà de persones que vivien en cada família era de 2,97.
Per edats la població es repartia de la següent manera: un 22,8% tenia menys de 18 anys, un 7,3% entre 18 i 24, un 30,1% entre 25 i 44, un 26,8% de 45 a 60 i un 13% 65 anys o més.
L'edat mediana era de 39 anys. Per cada 100 dones de 18 o més anys hi havia 95,3 homes.
La renda mediana per habitatge era de 37.656 $ i la renda mediana per família de 51.319 $. Els homes tenien una renda mediana de 31.059 $ mentre que les dones 25.528 $. La renda per capita de la població era de 22.795 $. Entorn del 3% de les famílies i el 6,7% de la població estaven per davall del llindar de pobresa.

## Poblacions més properes
El següent diagrama mostra les poblacions més properes.